# Маловисківський район
Малови́сківський райо́н —колишня  адміністративно-територіальна одиниця у складі Кіровоградської області України. Населення — 41 835 осіб (на 1 січня 2019 року). Районний центр — місто Мала Виска.

## Історія
Масове заселення району почалося в середині XVIII століття, коли на береги річок Мала Вись, Велика Вись, Кильтень почали прибувати поселенці з Молдови та Сербії.
З середини 18 століття цариця Катерина II почала наділяти землі на території сучасного району своєму оточенню. Так з'являються села Маргаричево, Кошовичеве (нині Мануйлівка), Самохвалове (нині Лозуватка), Гапсино (нині Олександрівка) та інші. І тільки у 1867 році, коли його власником став дворянин Улашин, Малу Виску перейменовано на сучасну назву.
Після будівництва залізниці Одеса — Бахмач в кінці 18 ст. швидко починає розвиватися промисловість. 15 жовтня 1899 р. вступив у дію місцевий цукровий, а через два роки — спиртовий заводи. Адміністративно—територіальний устрій на початку 20 століття був не стійким. Приміром, за даними Всеросійського перепису населення у 1883−1885 роках Єлисаветградський повіт складався з 57 волостей. На території сучасного району були Маловисківська, Великовисківська, Ерделівська, Злинська, Плетеноташлицька, Хмелівська, Якимівська волості. А вже у червні 1920 року п'ятий Лисаветградський з'їзд рад виніс рішення про необхідність перегляду адміністративно—територіального поділу. Однак процес утворення адміністративно—територіальних одиниць розтягнувся на кілька років. В органах влади точилися великі суперечки щодо їх назв, територій, доцільності, а також організація органів управління.
7 березня 1923 року Всеукраїнський Центральний Виконавчий Комітет прийняв постанову «Про адміністративно — територіальний поділ України». Згідно з цим документом були ліквідовані повіти і волості. Єлисаветградський повіт реорганізувався у Єлисаветградський округ до складу якого увійшли утворені цією постановою 13 районів. Серед них — Великовисківський, Злинський, Маловисківський, Хмелівський. Цю дату можна вважати офіційним утворенням Маловисківського району. Мала Виска стала центром адміністративного району. З 1923 по 1935 роки район зазнав декілька реорганізацій.

## Адміністративний устрій
Район адміністративно-територіально поділяється на 1 міську раду, 1 селищну раду та 18 сільських рад, які об'єднують 57 населених пунктів та підпорядковані Маловисківській районній раді. Адміністративний центр — місто Мала Виска.
05.02.1965 Указом Президії Верховної Ради Української РСР передано сільради Маловисківського району: Глодоську — до складу Новоукраїнського району і Миколаївську та Овсяниківську — до складу Кіровоградського району.
У листопаді 2009 року з обліку було зняте село Прохорова Балка.

## Транспорт
Районом проходить автошлях E50.

## Природно-заповідний фонд

### Ботанічний заказник
Плетений Ташлик.

### Ландшафтний заказник
Краснопільська балка.

### Орнітологічний заказник
Заплава Малої Висі.

### Ботанічні пам'ятки природи
Полезахисна смуга №1, Полезахисна смуга №2, Полезахисна смуга №3, Полезахисна смуга №4, Оман високий.

### Геологічна пам'ятка природи
Каскади.

### Комплексна пам'ятка природи
Бірзуловські горби.

## Населення
Розподіл населення за віком та статтю (2001)
| Стать | Всього | До 15 років | 15-24 | 25-44 | 45-64 | 65-85 | Понад 85 |
| --- | ------ | ----------- | ----- | ----- | ----- | ----- | -------- |
| Чоловіки | 23 515 | 4689        | 3285  | 7026  | 6132  | 2259  | 124      |
| Жінки | 27 647 | 4565        | 3372  | 7058  | 7339  | 4820  | 493      |
| \| Статево-вікова піраміда \| Статево-вікова піраміда \| Статево-вікова піраміда \| \| ----------------------- \| ----------------------- \| ----------------------- \| \| Чоловіки \| Вік \| Жінки \| \| 124 \| 85 + \| 493 \| \| 141 \| 80-84 \| 580 \| \| 497 \| 75-79 \| 1394 \| \| 775 \| 70-74 \| 1571 \| \| 846 \| 65-69 \| 1275 \| \| 1750 \| 60-64 \| 2264 \| \| 1126 \| 55-59 \| 1443 \| \| 1535 \| 50-54 \| 1778 \| \| 1721 \| 45-49 \| 1854 \| \| 1878 \| 40-44 \| 1941 \| \| 1757 \| 35-39 \| 1785 \| \| 1696 \| 30-34 \| 1681 \| \| 1695 \| 25-29 \| 1651 \| \| 1516 \| 20-24 \| 1611 \| \| 1769 \| 15-20 \| 1761 \| \| 2003 \| 10-14 \| 1879 \| \| 1508 \| 5-9 \| 1539 \| \| 1178 \| 0-4 \| 1147 \| |        |             |       |       |       |       |          |
| Статево-вікова піраміда |        |             |       |       |       |       |          |
| Чоловіки | Вік    | Жінки       |       |       |       |       |          |
| 124 | 85 +   | 493         |       |       |       |       |          |
| 141 | 80-84  | 580         |       |       |       |       |          |
| 497 | 75-79  | 1394        |       |       |       |       |          |
| 775 | 70-74  | 1571        |       |       |       |       |          |
| 846 | 65-69  | 1275        |       |       |       |       |          |
| 1750 | 60-64  | 2264        |       |       |       |       |          |
| 1126 | 55-59  | 1443        |       |       |       |       |          |
| 1535 | 50-54  | 1778        |       |       |       |       |          |
| 1721 | 45-49  | 1854        |       |       |       |       |          |
| 1878 | 40-44  | 1941        |       |       |       |       |          |
| 1757 | 35-39  | 1785        |       |       |       |       |          |
| 1696 | 30-34  | 1681        |       |       |       |       |          |
| 1695 | 25-29  | 1651        |       |       |       |       |          |
| 1516 | 20-24  | 1611        |       |       |       |       |          |
| 1769 | 15-20  | 1761        |       |       |       |       |          |
| 2003 | 10-14  | 1879        |       |       |       |       |          |
| 1508 | 5-9    | 1539        |       |       |       |       |          |
| 1178 | 0-4    | 1147        |       |       |       |       |          |

Національний склад населення за даними перепису 2001 року:
| Національність | Кількість осіб | Відсоток |
| -------------- | -------------- | -------- |
| українці       | 46791          | 91,45%   |
| росіяни        | 3309           | 6,47%    |
| молдовани      | 461            | 0,90%    |
| білоруси       | 273            | 0,53%    |
| вірмени        | 106            | 0,21%    |
| інші           | 224            | 0,44%    |

Мовний склад населення за даними перепису 2001 року:
| Мова       | Кількість осіб | Відсоток |
| ---------- | -------------- | -------- |
| українська | 45710          | 89,34%   |
| російська  | 4889           | 9,56%    |
| молдовська | 284            | 0,56%    |
| білоруська | 119            | 0,23%    |
| вірменська | 82             | 0,16%    |
| інші       | 80             | 0,16%    |

- 2011.12.01 — 45 357
- 2015.02.01 — 43 729

## Політика
25 травня 2014 року відбулися Президентські вибори України. У межах Маловисківського району були створені 42 виборчі дільниці. Явка на виборах складала — 57,63% (проголосували 18 486 із 32 078 виборців). Найбільшу кількість голосів отримав Петро Порошенко — 43,35% (8 014 виборців); Юлія Тимошенко — 19,56% (3 616 виборців), Олег Ляшко — 15,90% (2 940 виборців), Анатолій Гриценко — 4,47% (826 виборців), Сергій Тігіпко — 4,13% (763 виборців). Решта кандидатів набрали меншу кількість голосів. Кількість недійсних або зіпсованих бюлетенів — 1,28%.

## Пам'ятки
У Маловисківському районі Кіровоградської області на обліку перебуває 49 пам'яток історії.
У Маловисківському районі Кіровоградської області на обліку перебуває 8 пам'яток архітектури.
У Маловисківському районі Кіровоградської області на обліку перебуває 9 пам'яток археології.